# Élections générales québécoises de 1908
L'élection générale québécoise de 1908 se déroule le 8 juin 1908 afin d'élire à l'Assemblée législative de la province de Québec (Canada) les députés de la 12e législature. Le Parti libéral du Québec, au pouvoir et dirigé par le premier ministre Lomer Gouin, est de nouveau reporté au pouvoir et forme un gouvernement majoritaire.

## Contexte
À la suite d'un mouvement d'opposition à l'intérieur de son parti, le premier ministre Simon-Napoléon Parent a démissionné le 21 mars 1905 et a été remplacé par Lomer Gouin. Du côté du Parti conservateur, le nouveau chef du parti, également choisi en 1905, est Pierre-Évariste Leblanc, qui succède à Edmund James Flynn.
Un nouveau parti est en lice lors de cette élection, soit la Ligue nationaliste canadienne d'Henri Bourassa.
Les conservateurs obtiennent un résultat légèrement meilleur qu'en 1904 mais ils sont loin de menacer les libéraux. Les nationalistes d'Henri Bourassa réalisent une bonne performance en faisant élire trois députés dont Bourassa lui-même, qui bat Lomer Gouin dans sa propre circonscription de Montréal. Cependant Gouin était également candidat dans Portneuf; il peut donc continuer à siéger à l'Assemblée.

## Dates importantes
- 6 mai 1908 : Émission du bref d'élection.
- 8 juin 1908 : scrutin
- 2 mars 1909 : ouverture de la session.

## Résultats
| Libéral   | Conservateur | Ligue nationaliste |
| 57 sièges | 14 sièges    | 3 sièges           |
| ^         |              |                    |
| majorité  |              |                    |

### Résultats par parti politique
| Partis | Partis              | Chef                    | Candidats | Sièges | Sièges | Voix    | Voix   | Voix     |
| Partis | Partis              | Chef                    | Candidats | 1904   | Élus   | Nb      | %      | +/-      |
| --- | ------------------- | ----------------------- | --------- | ------ | ------ | ------- | ------ | -------- |
| | Libéral             | Lomer Gouin             | 74        | 67     | 57     | 131 068 | 53,5 % | -1,90 %  |
| | Conservateur        | Pierre-Évariste Leblanc | 62        | 7      | 14     | 97 738  | 39,9 % | +13,19 % |
| | Ligue nationaliste  |                         | 3         | 0      | 3      | 6 298   | 2,6 %  | 1,51 %   |
| | Libéral indépendant | Libéral indépendant     | 4         | -      | -      | 3 941   | 1,6 %  | -10,94 % |
| | Indépendant         | Indépendant             | 8         | -      | -      | 5 787   | 2,4 %  | -        |
| Total | Total               | Total                   | 151       | 74     | 74     | 244 832 | 100 %  |          |
| Le taux de participation lors de l'élection était de 63,4 % et 3 577 bulletins ont été rejetés. Il y avait 415 829 personnes inscrites sur la liste électorale pour l'élection, toutefois seules 391 609 personnes avaient plus d'un candidat dans leur district. |                     |                         |           |        |        |         |        |          |

Élus sans opposition : 6 libéraux

### Résultats par circonscription

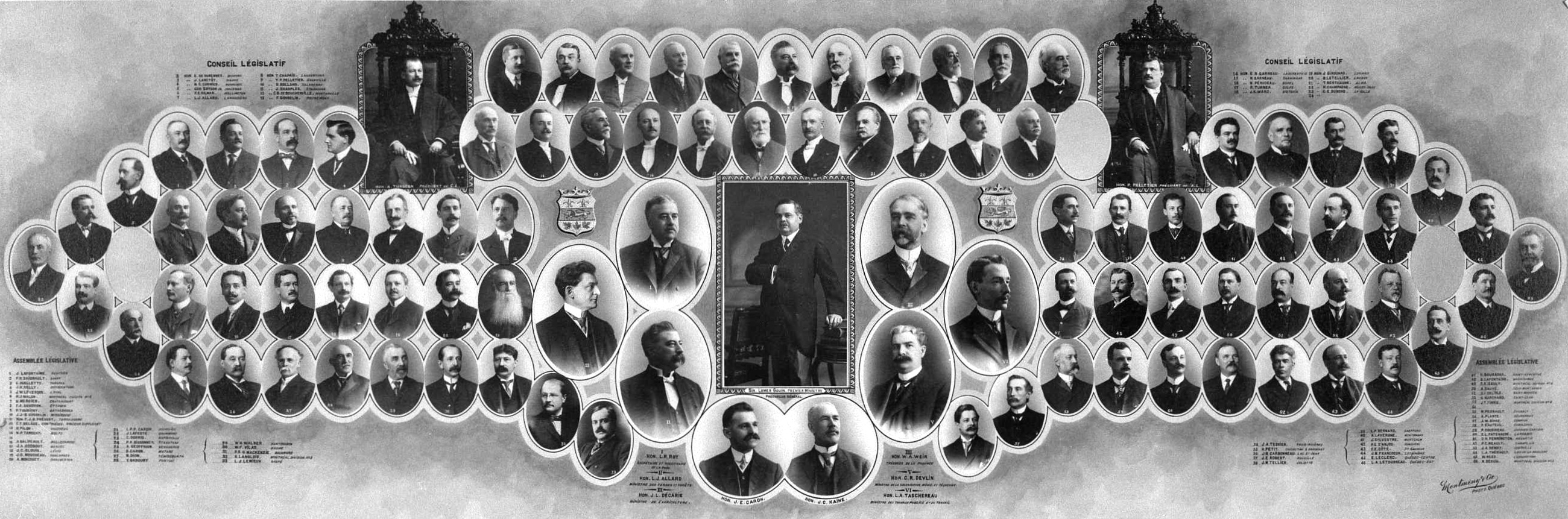
Tableau groupant les photos des membres de la législature du Québec en 1909. Les photos des députés à l'Assemblée législative sont dans la partie inférieure de l'image, celles des membres du Conseil législatif sont dans la partie supérieure et celles des ministres sont au centre.

- Argenteuil : William Alexander Weir (Parti libéral)
- Arthabaska : Paul Tourigny (Parti libéral)
- Bagot : Frederick Hector Daigneault (Parti libéral)
- Beauce : Arthur Godbout (Parti libéral)
- Beauharnois : Arthur Plante (Parti conservateur)
- Bellechasse : Adélard Turgeon (Parti libéral) [2]
- Berthier: Joseph Lafontaine (Parti libéral)
- Bonaventure : John Hall Kelly (Parti libéral)
- Brome : William Frederick Vilas (Parti libéral)
- Chambly : Maurice Perrault (Parti libéral)
- Champlain : Pierre-Calixte Neault (Parti libéral)
- Charlevoix : Pierre D'Auteuil (Parti conservateur)
- Châteauguay : Hospice Desrosiers (Parti conservateur) (Élection annulée)[3]
- Chicoutimi-Saguenay : Honoré Petit (Parti libéral)
- Compton : Allen Wright Giard (Parti conservateur)
- Deux-Montagnes : Arthur Sauvé (Parti conservateur)
- Dorchester : Alfred Morisset (Parti libéral)
- Drummond : Joseph Laferté (Parti libéral)
- Gaspé : Louis-Joseph Lemieux (Parti libéral)
- Hochelaga : Jérémie-Louis Décarie (Parti libéral)[5]
- Huntingdon : William H. Walker (Parti libéral)
- Iberville :Joseph-Aldéric Benoît (Parti libéral)
- Iles-de-la-Madeleine : Louis-Albin Thériault (Parti libéral)
- Jacques-Cartier : Philémon Cousineau (Parti conservateur)
- Joliette : Joseph-Mathias Tellier (Parti conservateur)
- Kamouraska : Louis-Rodolphe Roy (Parti libéral)
- Lac-Saint-Jean : Théodore-Louis-Antoine Broët (Parti libéral) [6]
- La Prairie : Ésioff-Léon Patenaude (Parti conservateur)
- L'Assomption : Walter Reed (Parti libéral)
- Laval : Joseph-Wenceslas Lévesque (Parti libéral) (Élection annulée)[7]
- Lévis : Jean-Cléophas Blouin (Parti libéral)
- L'Islet : Joseph-Édouard Caron (Parti libéral)
- Lotbinière : Joseph-Napoléon Francoeur (Parti libéral)
- Maskinongé : Georges Lafontaine (Parti conservateur)
- Matane :Donat Caron (Parti libéral)
- Mégantic : David Henry Pennington (Parti conservateur)
- Missisquoi : Jean-Baptiste Gosselin (Parti libéral)
- Montcalm : Joseph Sylvestre (Parti conservateur)
- Montmagny : Armand Lavergne (Ligue nationaliste)
- Montmorency : Louis-Alexandre Taschereau (Parti libéral)
- Montréal no 1 : Georges-Albini Lacombe (Parti libéral)[8]
- Montréal no 2 : Henri Bourassa (Ligue nationaliste)[9]
- Montréal no 3 : Godfroy Langlois (Parti libéral)
- Montréal no 4 : John Thomas Finnie (Parti libéral)
- Montréal no 5 : Charles Ernest Gault (Parti conservateur)
- Montréal no 6 : Denis Tansey (Parti conservateur) (Élection annulée)[10]
- Napierville : Cyprien Dorris (Parti libéral)
- Nicolet : Charles Ramsay Devlin (Parti libéral)
- Ottawa : Ferdinand-Ambroise Gendron (Parti libéral)
- Pontiac : Tancrède-Charles Gaboury (Parti libéral)
- Portneuf : Lomer Gouin (Parti libéral)
- Québec-Centre : Amédée Robitaille (Parti libéral) [11]
- Québec-Comté : Cyrille Fraser Delâge (Parti libéral)
- Québec-Est : Louis-Alfred Létourneau (Parti libéral)
- Québec-Ouest : John Charles Kaine (Parti libéral)
- Richelieu : Louis-Pierre-Paul Cardin (Parti libéral)
- Richmond : Peter Samuel George Mackenzie (Parti libéral)
- Rimouski : Pierre-Émile D'Anjou (Parti libéral)
- Rouville : Alfred Girard (Parti libéral)[12]
- Saint-Hyacinthe : Henri Bourassa (Ligue nationaliste)[9]
- Saint-Jean : Gabriel Marchand (Parti libéral)
- Saint-Maurice : Georges-Isidore Delisle (Parti libéral)
- Saint-Sauveur : Charles-Eugène Côté (Parti libéral)
- Shefford : Ludger-Pierre Bernard (Parti conservateur)
- Sherbrooke : Joseph-Pantaléon Pelletier (Parti libéral)
- Soulanges : Joseph-Octave Mousseau (Parti libéral)
- Stanstead : Prosper-Alfred Bissonnet (Parti libéral)
- Témiscouata : Napoléon Dion (Parti libéral)
- Terrebonne : Jean Prévost (Parti libéral)
- Trois-Rivières : Joseph-Adolphe Tessier (Parti libéral)
- Vaudreuil : Hormisdas Pilon (Parti libéral)
- Verchères : Amédée Geoffrion (Parti libéral)
- Wolfe : Napoléon-Pierre Tanguay (Parti libéral)
- Yamaska : Édouard Ouellette (Parti libéral)

## Sources
- Section historique du site de l'Assemblée nationale du Québec
- Jacques Lacoursière, Histoire populaire du Québec, tome 4, éditions du Septentrion, Sillery (Québec), 1997
- Élection générale 8 juin 1908 — QuébecPolitique.com